# 윤윤수
윤윤수(尹潤洙, 1945년 9월 9일 ~)는 대한민국의 기업인이며 휠라코리아 대표이사 회장이다.

## 출신 학교
- 서울고등학교
- 한국외국어대학교 정치외교학 학사

## 주요 경력
- 1973년: 해운공사 입사[2]
- 1975년: J. C. PENNY 입사[2]
- 1981년: 화승 수출이사
- 1984년: 케어라인 회장
- 1985년: 휠라코리아 대표이사 사장
- 1999년: 한빛은행 비상임이사
- 2000년~: 휠라 홍콩 이사
- 2003년: SBI아시아 대표
- 2003년~: 휠라코리아 대표이사 회장
- 2004년~2008년: 신한금융지주회사 사외이사
- 2007년 3월: GLBH홀딩스 대표이사 회장
- 2009년~2012년: 한국무역협회 비상근 부회장
- 2012년 5월~: 국제 테니스 명예의 전당 공동의장
- 2011년 5월~: 아쿠쉬네트컴퍼니 회장
- 2011년 7월~: 아쿠쉬네트컴퍼니 이사회 의장
- 2014년 12월~: 한국과학기술한림원 명예회원
- 2015년 4월~: 한국메세나협회 부회장

## 수상 경력
- 1992년: 한국산업포장
- 1998년: 제7회 다산경영상 전문경영인부문
- 2000년: 제34회 납세자의 날 대통령 표창
- 2004년: 상명대학교 경영학 명예박사
- 2008년: 제4회 한국CEO그랑프리 글로벌CEO부문 특별상
- 2009년: 이탈리아 국가공로훈장
- 2012년: 제6회 언스트앤영 최우수 기업가상 마스터상
- 2013년: 제6회 코리아패션대상 대통령 표창
- 2014년: 한국국제경영학회 글로벌 CEO 대상

## 저서
- 《내가 연봉 18억원을 받는 이유》(조선일보사, 1997년) ISBN 8973651609
- 《생각의 속도가 빨라야 산다》(여백, 2001년) ISBN 9788985804585